# Niditinea praeumbrata
Niditinea praeumbrata is een vlinder uit de familie van de echte motten (Tineidae). De wetenschappelijke naam van de soort is voor het eerst geldig gepubliceerd in 1919 door Edward Meyrick. De soort komt voor in Guyana, Cuba en Costa Rica.

## Synoniemen
- Tinea scotocleptes Meyrick, 1934[2]